# Czesław Lang
Pour les articles homonymes, voir Lang.

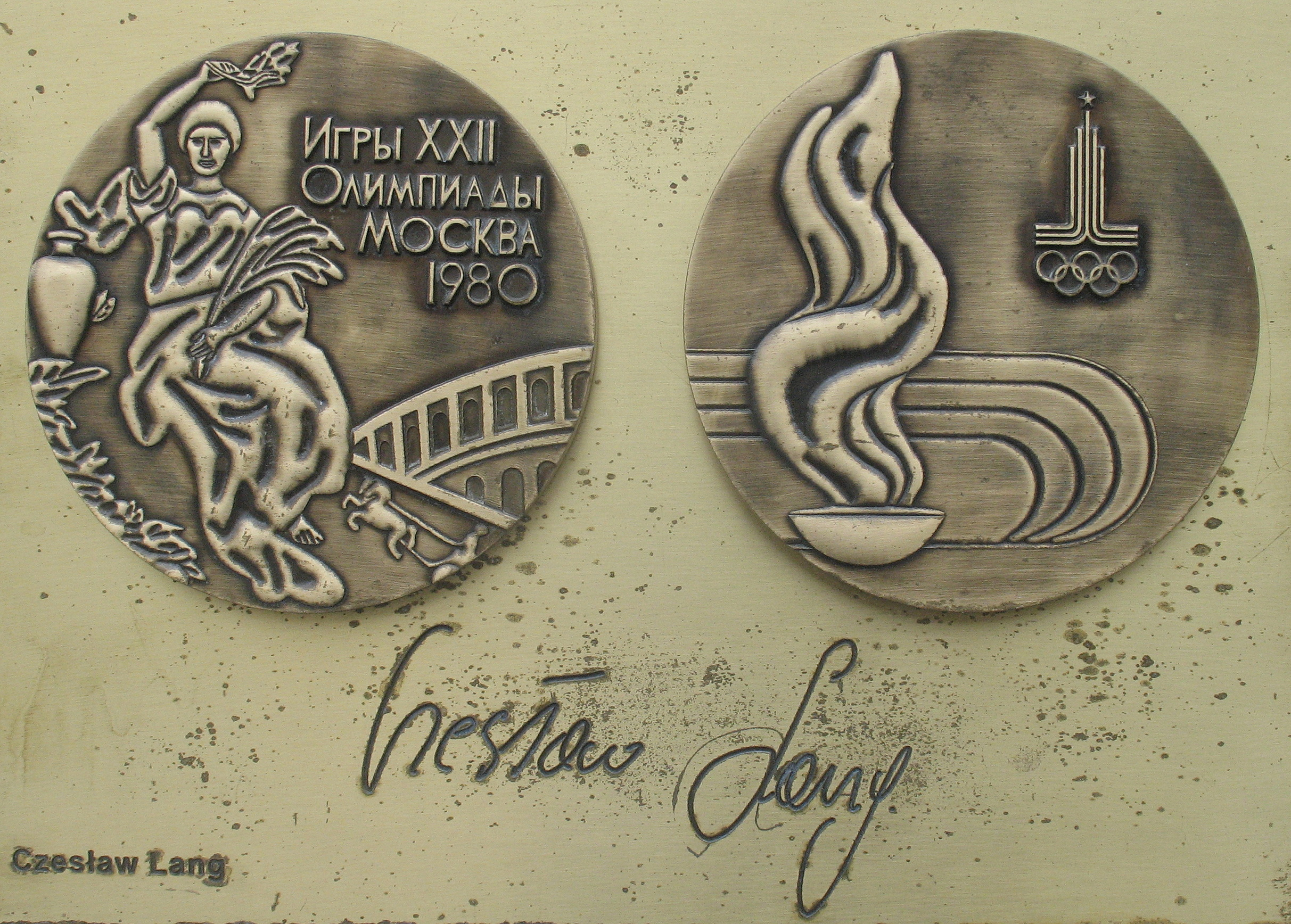
Médaille et autographe de Czeslaw Lang -

Czesław Lang, né le 17 mai 1955 à Kołczygłowy, est un ancien coureur cycliste polonais. Il est aujourd'hui directeur du Tour de Pologne.

## Palmarès sur route

### Palmarès amateur
- 1975
  - 2e du championnat de Pologne du contre-la-montre
- 1977
  - GP Ostrowca Swietokrzyskiego
  - 4eb (contre-la-montre) et 5e étapes de la Semaine cycliste bergamasque
  - 3e étape du Dookoła Mazowsza
  -  2e du Tour de Rhénanie
  -  Médaillé de bronze du championnat du monde amateur du contre-la-montre par équipes
- 1978
  - 4eb étape de la Semaine cycliste bergamasque (contre-la-montre)
  - 3e du Ruban granitier breton
- 1979
  - Tour du Vaucluse :
    - Classement général
    - 4e étape

  - 5e étape du Dookoła Mazowsza
  -  Médaillé d'argent du championnat du monde amateur du contre-la-montre par équipes
  - 3e du Ruban granitier breton
- 1980
  -  Champion de Pologne de course en côte
  -  Champion de Pologne du contre-la-montre par équipes
  - Semaine cycliste lombarde :
    - Classement général
    - 5eb étape (contre-la-montre)

  - Tour de Pologne :
    - Classement général
    - 3e étape (contre-la-montre par équipes)

  -  Médaillé d'argent de la course en ligne aux Jeux olympiques
- 1981
  - Małopolski Wyścig Górski

### Palmarès professionnel
- 1983
  - Prologue de Tirreno-Adriatico
  - 4e de Tirreno-Adriatico
- 1986
  - 3e étape du Tour d'Italie (contre-la-montre par équipes)
  - 3e étape du Tour de l'Aude
  - 2e du Tour de l'Aude
- 1987
  - Prologue du Tour de Romandie
  - 3e du Trophée Baracchi (avec Rolf Gölz)
- 1988
  - 4eb étape du Tour d'Italie (contre-la-montre par équipes)
  - 3eb étape du Tour de Catalogne
  - Trophée Baracchi (avec Lech Piasecki)

## Résultats sur les grands tours

### Tour de France
3 participations
- 1984 : 93e
- 1985 : 89e
- 1987 : abandon (13e étape)

### Tour d'Italie
8 participations
- 1982 : 17e
- 1983 : 40e
- 1984 : 68e
- 1985 : 57e
- 1986 : 68e, vainqueur de la 3e étape (contre-la-montre par équipes)
- 1987 : 51e
- 1988 : 80e, vainqueur de la 4eb étape (contre-la-montre par équipes)
- 1989 : 77e

## Palmarès sur piste
- 1974
  -  Champion de Pologne de poursuite individuelle
- 1975
  - 2e du championnat de Pologne de poursuite individuelle
- 1976
  - 2e du championnat de Pologne de poursuite individuelle
- 1977
  - 2e du championnat de Pologne de poursuite par équipes
  - 3e du championnat de Pologne de poursuite individuelle
- 1979
  -  Champion de Pologne de poursuite par équipes (avec Stanisław Kirpsza, Marek Kulesza et Zbigniew Szczepkowski)
  - 3e du championnat de Pologne de poursuite individuelle
- 1980
  -  Champion de Pologne de poursuite par équipes (avec Marek Kulesza, Zbigniew Szczepkowski et Lechosław Michalak)
- 1981
  -  Champion de Pologne de course aux points
  - 3e du championnat de Pologne de poursuite par équipes